# Kíiv
|  | Per a altres significats, vegeu «Província de Kíiv». |

Kíiv (en ucraïnès Київ; AFI: [ˈkɪjiu̯] ( escolteu-ho)) o Kíev (per la seva denominació històrica en rus, Ки́ев) és la capital i la ciutat més poblada d'Ucraïna. Es troba al centre-nord del país a la riba del riu Dniéper. Amb una població de 2.962.180 habitants i aproximadament 3.650.000 en la seva àrea metropolitana, és la setena ciutat més poblada d'Europa.
Administrativament, Kíiv és un «municipi amb un estatus especial» (Міста державного значення, Mista derjàvnoho znatxènnia, literalment, ciutat d'importància estatal), independent de l'óblast de Kíiv, que l'envolta. Kíiv és un centre industrial, científic, educatiu i cultural important de l'Europa de l'Est. És la seu de nombroses indústries tecnològiques, d'unes 200 institucions d'educació superior i de monuments històrics coneguts arreu. La ciutat té una infraestructura de transport públic extensa i altament desenvolupada, amb un sistema de metro inclòs.

## Història
Fundació
Segons la llegenda "Primera Crònica", Kíiv va ser fundada pel llegendari príncep de poliani Kiy juntament amb els seus germans Xtxek i Khoryv i la seva germana Lybid. La crònica no té data de fundació de la ciutat. Fonts arqueològiques i escrites testifiquen que Kíiv es va desenvolupar sobre la base d'un assentament paga i el començament del seu desenvolupament continu es remunta a la segona meitat del segle V — la primera meitat del segle VI. Segons la informació donada al llibre de historiador Petro Tolochko "Novetats a l'arqueologia de Kíiv", la ciutat va ser fundada a finals del segle v, principis del segle VI. El seu centre era Starokyivska Hora a la riba dreta del Dnieper. Als segles VI i VII, les elevacions veïnes ja estaven habitades. La ubicació de Kíiv a la la  Ruta comercial dels varegs als grecs del Dnieper, a la zona fronterera ètnica, a la frontera del bosc i l'estepa forestal, va contribuir que la ciutat ha esdevingut el centre polític del Dnieper Mitjà.
Al llarg de la seva història, Kíiv, una de les ciutats més antigues de l'Europa de l'Est, ha passat per diverses etapes de gran prominència i de relativa obscuritat. Es considera que la ciutat va ser fundada al segle v com una ciutat comercial a la terra dels primers eslaus orientals, és a dir, els que s'autoanomenarien els Rus de Kíev. Gradualment va començar a guanyar prestigi com el centre de la civilització eslava oriental, esdevenint del segle x al xii la capital cultural i política del Principat de Kíev o Rus' de Kíev, l'estat eslau oriental de l'edat mitjana precursor directe de l'estat ucraïnès modern. La ciutat va ser completament destruïda durant la invasió mongola de 1240, i perdé la seva influència en els següents segles. Malgrat la devastació i la destrucció durant la invasió mongola de 1240, Kíiv va continuar tenint un paper destacat en la vida política de l'Europa de l'Est. Tot i que el nombre dels seus habitants va disminuir bruscament, tots els seus principals districtes històrics (Ciutat Alta, Podil, Zamkova Hora, Petxersk, Berestov, Klov, Vydubytxi, etc.) estaven habitats. El nucli principal de la ciutat (Hora i Podil) es trobava dins dels límits tradicionals: les Portes Daurades i Portes Lyadski a Hora i el riu Potxayna a Podil. A la segona meitat del segle xiv, Zamkova Hora es va convertir en la  centre de la ciutat.
Al voltant de 1362, Kíiv va passar a formar part del Gran Ducat de Lituània. Volodymyr Olherdovytx es va convertir en el seu príncep. L'entrada es va fer de manera pacífica, segons acords que ho van deixar tot "a l'antiga". Volodymyr va dur a terme una política independent, va encunyar la seva pròpia moneda, que, però, va portar a la seva substitució el 1394 pel príncep Skirgail Olherdovytx, i després de la mort d'aquest, a l'establiment d'un virregnat. A finals del segle XIV i principis del XV, Kíiv era un centre polític on els gran duc de Lituània, Vytautas, el rei de Polònia i el príncep suprem de Lituània Vladislav II Jagailo, el gran duc de Moscou Vasiliy Dmytrovytx, Els metropolitans Kyprian, Photius, Grigoriy (Tsamblak), Khan Tokhtamysh van mantenir negociacions. La ciutat es va convertir en la base principal de l'exèrcit de Vytautas. Va ser una capital provincial d'importància marginal als afores dels territoris controlats pels seus poderosos veïns: primer el Gran Ducat de Lituània, que la va ocupar després de la batalla de les Aigües Blaves de 1362 seguit per la Mancomunitat poloneso-lituana i, finalment, Rússia.
Des de finals del segle xiv, els noms dels estudiants de Kíiv apareixen a les llistes de la Sorbona de París i altres universitats europees on podem trobar l'any 1436 el primer metge de la "nació rutena de Kíiv" - Ivan Tinkevic.
El 1440, el principat de Kíiv va ser restaurat sota el lideratge del príncep Olelko Volodymyrovytx. En els anys 1455-1470, Semion Olelkovitx va regnar a Kíiv. Tots dos prínceps tenien autoritat, tenien llaços dinàstics amb els grans prínceps de Moscou i Tver, el senyor moldau Esteve III el Gran. L'època del seu govern es va convertir en un període de desenvolupament per a Kíiv (que es va basar en les tradicions de la cultura material i espiritual de l'època ruthena antiga): es van reparar la catedral de l'Assumpció i altres esglésies, es van crear baixos relleus de pedra que representaven Oranta, com així com noves edicions de Paterik de monestir Kíiv-Petxersky i altres obres escrites. Kíiv va continuar sent un important centre de comerç nacional i internacional. Moltes rutes comercials d'Orient a Europa o de Moscòvia, etc. van passar per la ciutat.
Kíiv era un centre potencial per a la unificació de les terres ruthenes que formaven part del Gran Ducat de Lituània, per tant, després de la mort del príncep de Kíiv Semyon Olelkovitx, les autoritats lituanes van convertir el principat en un voivodat. El 1497, el Gran Duc de Lituània i Ruthenia, Oleksandr Jagiellonchik, va concedir el Dret de Magdeburg a Kíiv. A finals del segle XV hi havia un castell a la ciutat, residència dels governadors de Kíiv, i un ajuntament, seu del magistrat de Kíiv. L'any 1569, a petició de la noblesa de Kíiv i per decisió de la Unió de Lublin entre el Gran Ducat de Lituània i el Regne de Polònia, que formava l'estat federal de la Mancomunitat de Polònia-Lituània, Kíiv juntament amb el voivodat van passar a formar part de la corona polonesa.
El final del segle XV va ser l'inici de la decadència de Kíiv, que va ser causada per la crisi general del Gran Ducat de Lituània: la seva incapacitat per organitzar la defensa de les terres sotmeses a ell dels atacs dels tàrtars de Crimea, el la més gran es va dur a terme el 1482. Després de la Unió de Lublin, malgrat la pressió dels senyors feudals polonesos i de l'Església catòlica, l'auge econòmic de la ciutat es va produir en aquella època. Des de 1625, Kíiv ha estat el centre del Regiment cosac de Kíiv, que el 1649, com a resultat de la revolta de Khmelnytskyi, va passar a formar part de l'estat de l'Exèrcit de Zaporizhzhya. Malgrat la petita grandària de Kíiv, era el centre ortodox més gran de la Confederació Polonesa-Lituana i de l'estat cosac. La ciutat va acollir la residència dels metropolitans ortodoxos de Kíiv i el Col·legi ortodox de Kíiv, que el 1659 va rebre l'estatus d'acadèmia.
El següent període de la història de Kíiv va començar amb l'establiment d'una guarnició de tropes de Moscou a la ciutat després de la Unió de Pereyaslav el 1654, conclosa entre l'Exèrcit de Zaporizhzhya i Moscovia. El govern de Moscou necessitava Kíiv com a "base de la política colonialista al sud". Kíiv es va convertir en la residència dels governadors de Moscou. L'any 1667, arran de la signatura de la Pau d'Andrus, que dividia l'estat cosac entre la Mancomunitat de Polònia-Lituània i l'Imperi de Moscou, la ciutat va passar a formar part d'aquest últim. Formalment, Kíiv va romandre sota el domini de l'Exèrcit de Zaporizhzhya, però de fet l'administració de Moscou va operar a la ciutat, malgrat això, la ciutat va continuar vivint la seva pròpia vida utilitzant l'autogovern. Segons la "Pau eterna" de 1686, Kíiv finalment va passar al protectorat de l'estat de Moscou. La ruptura dels llaços amb les regions occidentals d'Ucraïna va conduir al segle XVIII a l'estancament de l'economia i el comerç. A partir de 1782, Kíev es va convertir en la ciutat principal del virregnat, el territori del qual cobria una part important de l'Hetmanxina. Després de la 2a partició de Polònia (1793) i l'annexió dels voivodats d'Ucraïna occidental a Moscòvia, el 1797 es va formar la província de Kíiv. La Fira de Contractes anual (al gener) es va traslladar de Dubno a Kíiv. Aquests esdeveniments van renovar els llaços de Kíiv amb les regions occidentals i van contribuir a l'afluència de polonesos, principalment la noblesa, que va ocupar un lloc important en la vida de Kíiv fins a l'aixecament polonès de 1830-1831. En aquell moment, el govern de Moscou va prendre mesures per transformar Kíiv, mitjançant la russificació i el desplaçament de la població polonesa i jueva, "en una ciutat purament russa". A causa del caràcter fronterer de Kíiv, l'exercit de Moscou hi estava constantment. A principis del segle XVIII es va acabar la construcció de la fortalesa de Petxrsk. Kíiv va perdre la seva condició de centre del Regiment de Kíiv en relació amb el trasllat de l'oficina del regiment a Kozelets. El 1708, la ciutat es va convertir en el centre administratiu de la província de Kíiv de l'Imperi Rus. La plaga de pesta bubònica va arribar a Kíiv el 1770. Van morir 2.819 persones, la majoria a Podil. Després de l'abolició de l'autonomia de l'Exèrcit de Zaporizhzhya el 1782, Kíiv finalment va quedar sota el domini dels russos. Només les esglésies construides durant la governació de hetman Mazepa romanen com a monuments de l'època cosaca a la ciutat.
La ciutat va tornar a prosperar durant la revolució industrial de l'Imperi Rus al final del segle xix. Després del període turbulent que va seguir la Revolució Russa de 1917, fou capital de la República Popular d'Ucraïna i des de 1921 Kíev va ser una ciutat important de la Ucraïna soviètica, i des de 1934, la seva capital. Durant la Segona Guerra Mundial, la ciutat va ser destruïda de nou, gairebé completament, però es va recuperar ràpidament als anys de post-guerra, arribant a ser la tercera ciutat més important de l'URSS.

### Post Unió Soviètica
Amb la dissolució de la Unió Soviètica, després de cinquanta-set anys com a capital de l'RSS d'Ucraïna, es va proclamar la declaració d'Independència d'Ucraïna per la Rada Suprema el 24 d'agost de 1991, amb Kíiv com a capital. Els canvis en la dècada de 1990 van ser difícils d'implementar a la ciutat a causa d'una crisi socioeconòmica en tot el país, que va conduir a atur i retallades en la subvenció per al desenvolupament de la ciutat.
Amb el començament de segle, Kíiv es va convertir repetidament en el centre de les protestes d'Ucraïna. Entre el 2000 i 2001, Kíiv es va convertir en el centre de la campanya política Ucraïna sense Kutxma, va ser la major protesta de poder contra el govern des de la independència. Des de novembre de 2004 fins al gener de 2005, hi va haver protestes massives a la ciutat contra la manipulació de les eleccions presidencials, anomenada la Revolució Taronja. Des del novembre del 2013 fins al febrer del 2014, Kíiv es va convertir al centre de l'Euromaidan, durant el qual van morir més de cent manifestants i centenars van resultar ferits en enfrontaments amb les forces especials de Bèrkut al centre de la ciutat.
Des del 24 de febrer de 2022 la ciutat pateix bombardejos i el setge de tropes de l'exèrcit rus a la batalla de Kíiv, com a part de la invasió d'Ucraïna. El dia 25 del mateix mes, aquestes tropes arriben a només 3 quilòmetres de la plaça central de Kiiv.
- Un carrer de Kíiv entre el 1890-1905.
- Kíiv en ruïnes durant la Segona Guerra Mundial.

## Clima
Kíiv té un clima continental humit. Els mesos més càlids són juny, juliol i agost, amb temperatures mitjanes de 13,8-24,8 °C. Els mesos més freds són desembre, gener i febrer, amb temperatures mitjanes de -4,6 a -1,1 °C. La temperatura més alta mai registrada a la ciutat va ser de 39,4 °C, el 31 de juliol del 1936. La temperatura més freda mai registrada a la ciutat és de -32,2 °C, el 7 i 9 de febrer del 1929. La neu cau en general a partir de mitjan novembre cap a la fi de març, amb un període lliure de gelades mitjana de 180 dies a l'any, però superant els 200 dies en els darrers anys.

## Govern i política

### Estatus jurídic i govern local
El municipi de la ciutat de Kíiv té un estatus jurídic especial dins Ucraïna en comparació amb les altres subdivisions administratives del país. La diferència més significativa és que la ciutat es considera una regió d'Ucraïna. És l'única ciutat que té doble jurisdicció. El Cap de l'Administració Estatal de la Ciutat -el governador de la ciutat- és nomenat pel President d'Ucraïna, mentre que el Cap del Consell de la Ciutat -l'alcalde de Kíiv- és elegit per votació popular local.
L'alcalde de Kíiv és Vitali Klitxkó, que va jurar el càrrec el 5 de juny del 2014; després d'haver guanyat les eleccions a l'alcaldia de Kíiv del 25 de maig del 2014 amb gairebé el 57 % dels vots. Des del 25 de juny del 2014, Klitxkó és també cap de l'administració de la ciutat del Kíiv. Klitxkó va ser reelegit per última vegada a les eleccions locals de Kíiv del 2020 amb el 50,52 % dels vots, en la primera volta de les eleccions.
La majoria dels edificis principals del govern nacional estan situats al llarg del carrer Hruixevski (vulytsia Mykhaila Hrushevskoho) i el carrer de l'Institut (vulytsia Instytutska). El carrer Hruixevski porta el nom de l'acadèmic, polític, historiador i estadista ucraïnès Mikhailo Hruixevski, que va escriure un llibre acadèmic titulat: "Bar Starostvo: Notes històriques: XV-XVIII" sobre la història de Bar, Ucraïna. Aquella part de la ciutat també es coneix extraoficialment com el barri governamental (en ucraïnès: урядовий квартал).

L'administració i el consell estatal de la ciutat es troben a l'edifici del consell de la ciutat de Kíiv, al carrer Khreshchatyk. L'administració i el consell estatal de l'óblast (o província) es troben a l'edifici del consell de l'óblast de Kíiv, a la plaça Lesi Ukrayinky (Plaça Lesya Ukrayinka). L'administració estatal del raion de Kíiv-Sviatoxyn es troba prop de Kiltseva doroha (carretera de circumval·lació) a prospekt Peremohy (avinguda de la Victòria), mentre que el consell local del raion de Kíiv-Sviatoxyn es troba a vulytsia Yantarna (carrer Yantarnaya).
- La seu del Consell de Ministres d'Ucraïna
- L'edifici de l'oficina presidencial
- El Ministeri d'Afers Exteriors
- La seu de l'administració i el consell estatal, al carrer Khreshchatyk

### Organització territorial
La ciutat de Kíiv es divideix en 10 raions (barris o districtes), igual que les províncies o óblasts també es divideixen en raions: 7 en la riba dreta i 3 a l'esquerra.
| Mapa            | Raion               | Nom en ucraïnès      | Superfície en km² | Habitants | Habitants per km² |
| --------------- | ------------------- | -------------------- | ----------------- | --------- | ----------------- |
| Raiones de Kiiv | Raion de Holosíïv   | Голосіївський район  | 160,78            | 232 900   | 1449              |
| Raiones de Kiiv | Raion d'Obolon      | Оболонський район    | 110,32            | 315 800   | 2863              |
| Raiones de Kiiv | Raion de Petxersk   | Печерський район     | 19,57             | 141 400   | 7225              |
| Raiones de Kiiv | Raion de Podil      | Подільський район    | 34,08             | 192 200   | 5640              |
| Raiones de Kiiv | Raion de Sviatoxyn  | Святошинський район  | 102,63            | 336 000   | 3274              |
| Raiones de Kiiv | Raion de Solomianka | Солом'янський район  | 40,52             | 343 800   | 8485              |
| Raiones de Kiiv | Raion de Xevtxenko  | Шевченківський район | 26,63             | 229 000   | 8599              |
| Raiones de Kiiv | Raion de Darnytsia  | Дарницький район     | 132,24            | 316 800   | 2396              |
| Raiones de Kiiv | Raion del Desnà     | Деснянський район    | 154,2             | 359 500   | 2331              |
| Raiones de Kiiv | Raion del Dnièper   | Дніпровський район   | 66,7              | 346 500   | 5195              |
| Raiones de Kiiv | Total               | Total                | 847,67            | 2 888 470 | 3408              |

- Maríïnskyi Palats (Маріїнський палац) o palau de Maria, la residència del President d'Ucraïna.
- Òpera nacional Taràs Xevtxenko

## Cultura
Kíiv és un dels centres culturals més importants d'Ucraïna, junt amb altres llocs, com ara Lviv o Khàrkiv. Concentra un sens fi de museus, galeries d'art, teatres, sales de música i obres arquitectòniques patrimonials. Kíiv té molts diferents teatres, amb uns edificis particularment bells dedicats respectivament a òpera, teatre de titelles i circ.

### Educació (universitats)
Des de fa 9 segles, Kíiv ha estat un centre important del procés intel·lectual a Europa Oriental.
Des del segle xvii, l'Acadèmia Mohila de Kíiv (1651-1817, i 1991 fins avui) ha preparat nombrosos científics de renom.
La primera universitat anomenada com a tal es va obrir a Kíiv el 1843, la Universitat de Sant Volodímir de Kíiv, que va esdevenir un centre punter nacional del pensament, l'educació i la ciència.
Avui, Kíiv és el centre de recerca major de l'estat. Entre els centres d'educació superior, es compten, ordenats per especialització: 
General, pedagogia
- Universitat Nacional Taràs Xevtxenko de Kíiv (Київський національний університет імені Тараса Шевченка)
- Acadèmia Nacional de Mohyla de Kíiv (Національний університет Києво-Могилянська академія)
- Universitat Internacional de Kíiv (Київський міжнародний університет, КиМУ)
- Universitat Nacional M. P. Drahomànov de Pedagogia (Національний педагогічний університет ім. М.П. Драгоманова)

Arts i humanitats
- Acadèmia Nacional de Música (Національна музична академія)
- Acadèmia Nacional d'Arts Plàstiques i Arquitectura (Національна академія образотворчого мистецтва і архітектури)
- Acadèmia Estatal de Cultura i Arts (Державна академія керівних кадрів культури і мистецтв)
- Universitat Nacional de Cultura i Arts (Київський національний університет культури і мистецтв)

Tècnica, ciència, arquitectura
- Universitat Politècnica de Kíiv (Національний технічний університет України «Київський політехнічний інститут»)
- Universitat Nacional d'Aeronàutica (Національний авіаційний університет)
- Universitat Nacional de la Construcció i de l'Arquitectura de Kíiv (Київський національний університет будівництва і архітектури, КНУБА)
- Acadèmia d'Arquitectura i Enginyeria de la Construcció (Академія архітектури й будівництва)
- Universitat Nacional d'Agronomia (Національний аграрний університет)

i moltes institucions de l'Acadèmia Nacional de les Ciències d'Ucraïna (Національної академії наук України, НАНУ), com ara:
- Institut de Gas i Petroli d'Ucraïna (Український нафтогазовий інститут

Medicina, farmàcia, veterinària
- Universitat Nacional Oleksandr Bohomólets de Medecina (Національний медичний університет імені Олександра Богомольця)

Economia, empresa, finances
- Universitat Nacional de Comerç i Economia (Київський національний торговельно-економічний університет, КНТЕУ)
- Universitat Nacional Vadim Hetman d'Economia de Kíiv (Київський національний економічний університет імені Вадима Гетьмана)

### Patrimoni de la Humanitat de Kíiv
La Catedral de Santa Sofia de Kíiv (Собор святої Софії, transliterat amb el sistema científic: Sobor svjatoj Sofiï, transcrit en català: Sobor Sviatoï Sofiï, o Софійський собор, transcrit en català: Sofiis'kyi sobor), i el conjunt monàstic de Kýievo-Petxerska Lavra (Ки́єво-Пече́рська ла́вра, transliterat amb el sistema científic: Kyjevo-Pečerska lavra, transcrit en català: Kýievo-Petxerska Lavra, que significa Monestir de les Coves de Kíiv), els dos dels segles XI-XVIII, formen part del Patrimoni Mundial de la Humanitat inscrit per la UNESCO el 1990.
Quant al conjunt monàstic de Kýievo-Petxerska Lavra (Ки́єво-Пече́рська ла́вра), el nom oficial d'aquest conjunt a la pàgina de la UNESCO en anglès i en francès és "Kiev-Petxersk Lavra" i la "laure de Kievo-Petxersk", respectivament. En tots dos casos, el nom original ha perdut la "a" final de la forma femenina de l'adjectiu "petxerska" (de la cova o de les coves), que descriu el substantiu femení "lavra" (monestir), potser per referència al districte històric de Kíiv anomenat Petxersk (Печерськ), precisament en honor de la Lavra en qüestió. En català podem dir "conjunt monàstic de Kýievo-Petxerska Lavra", "Conjunt monàstic de Kíiv-Petxersk", o traduir-ho directament com "Monestir de les Coves de Kíiv".

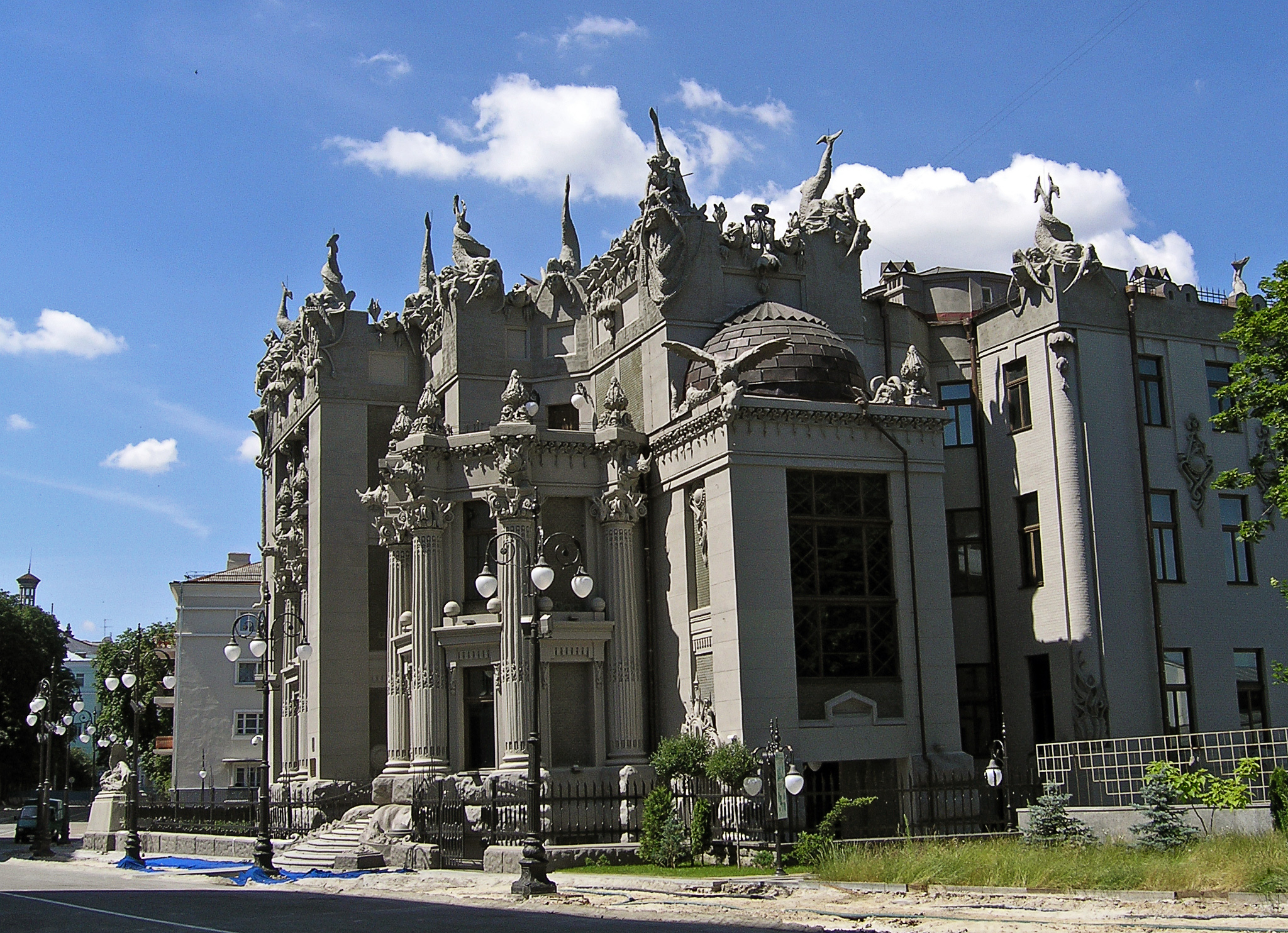
La casa de les quimeres, modernisme ucraïnès, de l'arquitecte Liéixek Horodetskyi.

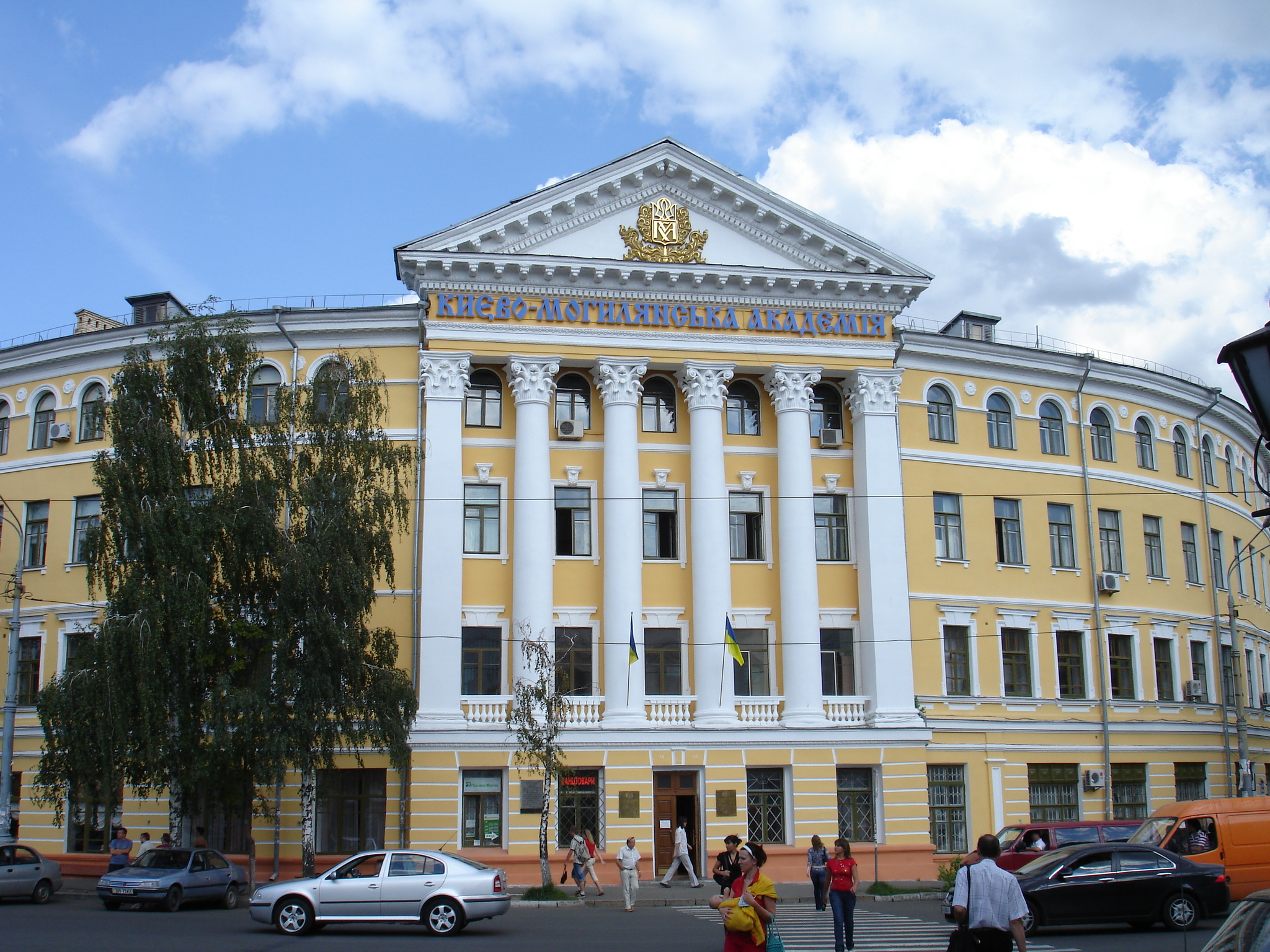
Universitat Nacional "Kíiv-Mohyla" (NaUKMA) o Acadèmia de Mohyla de Kíiv, fundada el 1632 i la universitat més antiga del país.

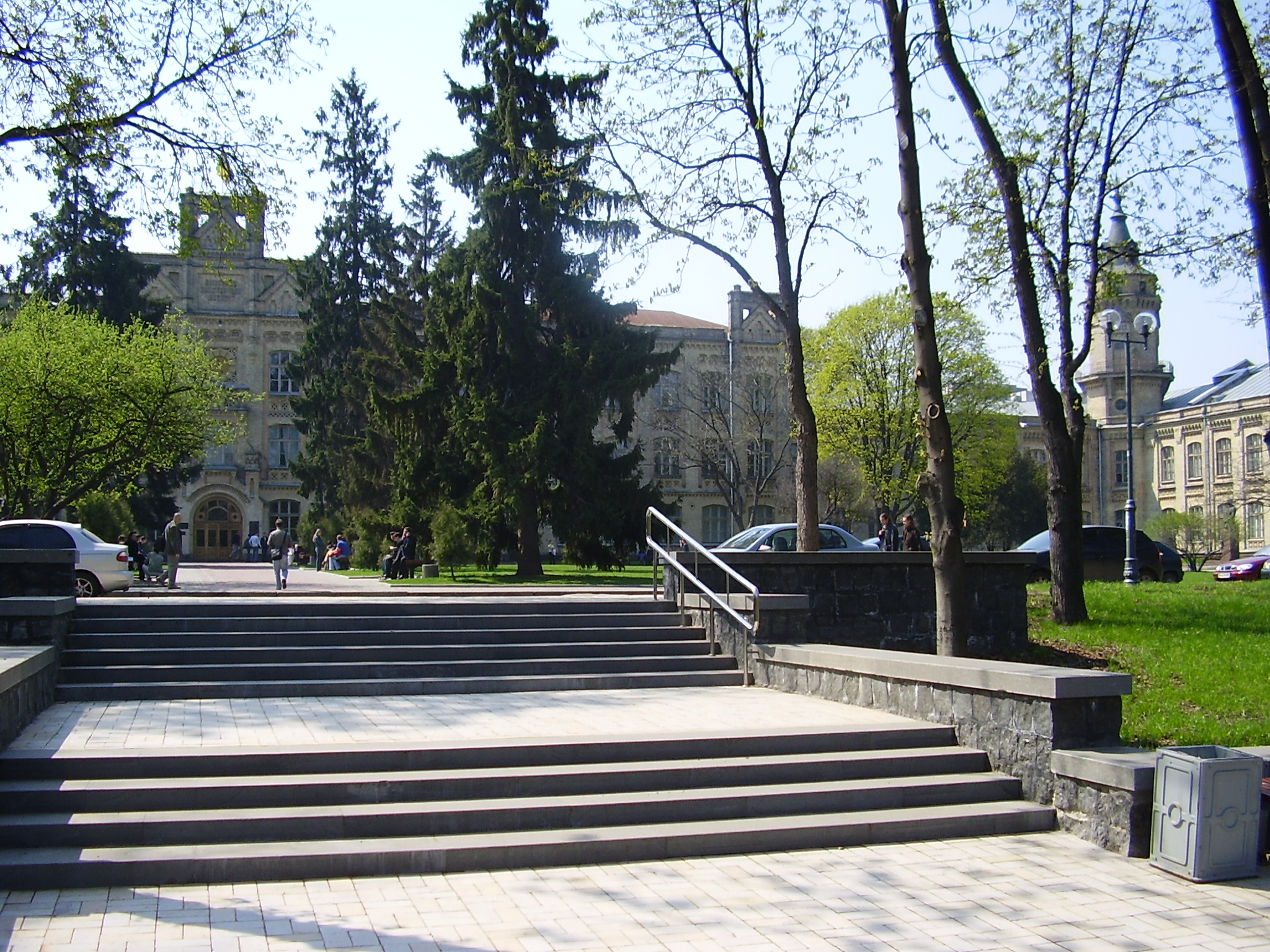
Universitat Nacional Politècnica de Kíiv (Ки́ївський політехні́чний інститу́т)

### Museus i galeries d'art
Uns quants museus, llista no exhaustiva
Museus d'art
- Museu Nacional d'Art d'Ucraïna (Націона́льний худо́жній музе́й). Tot i que relativament petit, té una bona selecció de pintura ucraïnesa de tots els temps.[21]
- Museu nacional d'art decorativa popular ucraïnesa (Музей українського народного декоративного мистецтва). Un dels museus d'art més grans d'Ucraïna, es troba dins el recinte del conjunt monàstic de Kíivo-Petxersk.
- Centre de cultura folklòrica d'Ucraïna - Museu Ivan Hontxar (Український центр народної культури «Музей Івана Гончара»)[22]
- Museu del patrimoni cultural d'Ucraïna - obres d'art d'artistes que es veieren forçats a viure a l'exili
- Museu d'art Occidental i Oriental de Kíiv (Київський музей західного та східного мистецтва), també conegut com a Museu d'art de Bohdan i Vàrvaro Khanenko (Музей Мистецтв імені Богдана та Варвари Ханенків) - museu dedicat a l'art d'Europa Occidental, per una banda, i per l'altre, a l'art Oriental (Orient Llunyà, Orient Pròxim, Àsia central), de la qual té una magnífica col·lecció. Va ser fundat el 1919, a base de la col·lecció privada dels mecenes, Bohdan and Vàrvara Khanenko i constitueix la major col·lecció d'art estrangera a Ucraïna. Durant l'URSS era considerada la tercera col·lecció d'aquest tipus després de l'Ermitage a Sant Petersburg i el Museu d'art Puixkin a Moscou.
- Museu Nacional d'Art Russa (Національний музей російського мистецтва), museu dedicat exclusivament a l'art russa.
- PintxukArtCentre, museu o galeria d'art contemporani, vegeu a baix sota "galeries d'art".
- Alex Art House - museu privat de col·leccions diverses: cartografia, llibres valuosos, pintura, icones, etc. Fundat el 2009 pel col·leccionista i mecenes, Oleksandr Prohhímak (Олекса́ндр Прогні́мак).
- Museu dels tresors espirituals d'Ucraïna (Міський музей «Духовні скарби України»), museu d'art dedicat a les icones, a l'art naïf, com ara obres de la Maria Pryimatxenko, i un espai dedicat a exposicions temporals d'art contemporani. Fundat pel cardiòleg Íhor Ponamartxuk (Ігор Понамарчук)

Museus i Cases-museu d'escriptors, pintors, etc
- Casa-museu de Pavló Tytxyna. Museu sobre la vida i obra d'aquest poeta i polític ucraïnès, en greu perill de desaparèixer a causa de l'especulació i falta de política cultural.
- Casa-museu de Lèssia Ukraïnka (Музей Лесі Українки у Києві). Casa-museu on va viure la gran poeta, dramaturg i prosista ucraïnesa, Lèssia Ukraïnka, per alguns períodes entre 1890 i 1910.
- Casa-museu de Maksym Rylskyi (Київський літературно-меморіальний музей Максима Рильського)- sobre el Maksym Rylskyi, poeta, traductor i home polític ucraïnès.
- Museu d'Oleksander Korniitxuk - escriptor
- Museu nacional de Taràs Xevtxenko (Націона́льний музе́й Тара́са Шевче́нка), dedicat a Taràs Xevtxenko, escriptor, poeta, dramaturg, traductor, pintor. Hi ha tres museus al país dedicats a aquest escriptor, dues a Kíiv i un (casa-museu) al poble de Xevtxènkove.
- Casa-museu de Taràs Xevtxenko (Літературно-меморіальний будинок-музей Тараса Шевченка)
- Casa-museu de Mikhaïl Bulgàkov. L'escriptor rus Mikhaïl Bulgàkov va néixer a Kíiv i hi va viure molts anys creatius allí, com també a Moscou i altres llocs. Aquest museu es troba a la famosa baixada de sant Andreu, una mena de Montmartre ucraïnès, junt amb el Museu d'un carrer.
- Museu de Hryhorii Svitlytsky - artista.
- Casa-museu de Mykola Lysenko (Будинок-музей Миколи Лисенка)- compositor Mikola Líssenko.
- Museu de Víktor Kosenko (Меморіальний кабінет-музей Віктора Косенка), compositor, pianista, pedagog.
- Museu de Teatre, Música i Cinema de Kíiv (Державний Музей Театрального, Музичного та Кіномистецтва України) - part del conjunt monàstic de Kíivo-Petxersk

Museus d'història, arqueologia
- Museu nacional d'història d'Ucraïna (Націона́льний музе́й істо́рії Украї́ни)
- Museu de tresors històrics d'Ucraïna (Музе́й істори́чних кошто́вностей Украї́ни), dintre del conjunt del Monestir de les Coves de Kíiv.
- Museu d'arqueologia (Археологічний музей)[23]
- Museu nacional de Txornòbil (Національний музей «Чорнобиль»), dedicat a la catàstrofe a la central nuclear de Txornòbil del 1986.[24]
- Museu de la Gran Guerra Patriòtica (Національний музей історії Великої Вітчизняної Війни 1941-1945 років). Sobre la Segona Guerra Mundial.
- Fortalesa de Kíiv (Київська фортеця, Kýïvska fortètsia), fortificacions de l'imperi Rus a Kíiv, segle xix.
- Museu de l'ocupació soviètica (Музей радянської окупації, Muzei radianskoï okupatsiï)
- Museu d'un carrer (Музей однієї вулиці). Petit museu dedicat a la història del carrer on es troba, la baixada de Sant Andreu o baixada d'Andrii (Андрі́ївський узві́з, Andríïvskyi uzviz). En aquest carrer també hi ha la casa-museu de Bulgàkov.[25]

Museus de ciència, tècnica, etc
- Centre d'informació de l'aigua (Водно-інформаційний центр)
- Museu del metro de Kíiv (Музей Київського метрополітену)
- Museu del llibre i de la impressió (Музей книги та друкарства), es troba dins el recinte del Monestir de les Coves de Kíiv.
- Museu de zoologia (Київський зоологічний музей)
- Museu nacional de medecina d'Ucraïna (Національний музей медицини України)
- Farmàcia-museu de Kíiv (Аптека-музей у Києві)
- Museu de la pedagogia (Педагогічний музей)
- Museu estatal de l'aviació (Державний музей авіації)

Museus recreatius
- Museu de la cera (de figures de cera)

Temples
- Església de Sant Andreu (Андрiївська церква)
- Catedral de Santa Sofia de Kíiv
- Conjunt del monestir de les coves de Kíiv - a part de les esglésies i coves, inclou 4 museus separats d'art i tècnica- vegeu a dalt- i una biblioteca important.[26]
- Gran Sinagoga Coral
- Sinagoga Galitska

Pobles-museu a Kíiv, pobles museu i cases-museu als alentorns
- Assentament d'en Mamai, Centre d'informació "Cosac Mamai" (Мамаєва Слобода, Центр народознавства "Козак Мамай"), es troba al Vidradnyi park (Відрадний парк), al Solomianskyi raion o districte (Солом'янський район) de la ciutat. Recreació d'un assentament cosac del segle xviii. Vegeu la pàgina oficial Arxivat 2009-07-14 a Wayback Machine. (en ucraïnès).
- Museu d'Arquitectura Popular i Etnografia d'Ucraïna (Музей народної архітектури та побуту України), prop del poble de Pyróhiv, l'óblast de Kíiv. És un museu a l'aire lliure o ecomuseu que conté arquitectura (diversos edificis, com ara habitatges, molins de vent, etc.) i objectes d'art tradicional de tota Ucraïna.
- Casa-museu Savka. Una casa-museu de la vida rural a 10 km de Kíiv al poble de Nove Petrovtsy.

Algunes galeries d'art importants
- PintxukArtCentre, galeria d'art contemporani, creat pel magnat de l'acer i mecenes Víctor Pintxuk (Віктор Пінчук). Pàgina oficial del centre (en ucraïnès, rus i anglès).
- Galeria ARTEast
- Kyiv Art Gallery
- Parc zoològic de Kíiv

## Fills il·lustres
- Alexander Brailowsky (1896-1976), pianista famós.
- Ígor Moisèiev (1906-2007), coreògraf i ballarí.
- Kyrylo Stetsenko (1885-1922) compositor.
- Ivan Pomàzanski (1848- 1918), compositor musical.
- Irène Némirovsky (1803 - 1942) escriptora.
- Griegorievna Judif Rozavskaia (n. 1923), compositora musical.
- Alexander Ostrowski (1893-1986). matemàtic.

## Galeria d'imatges

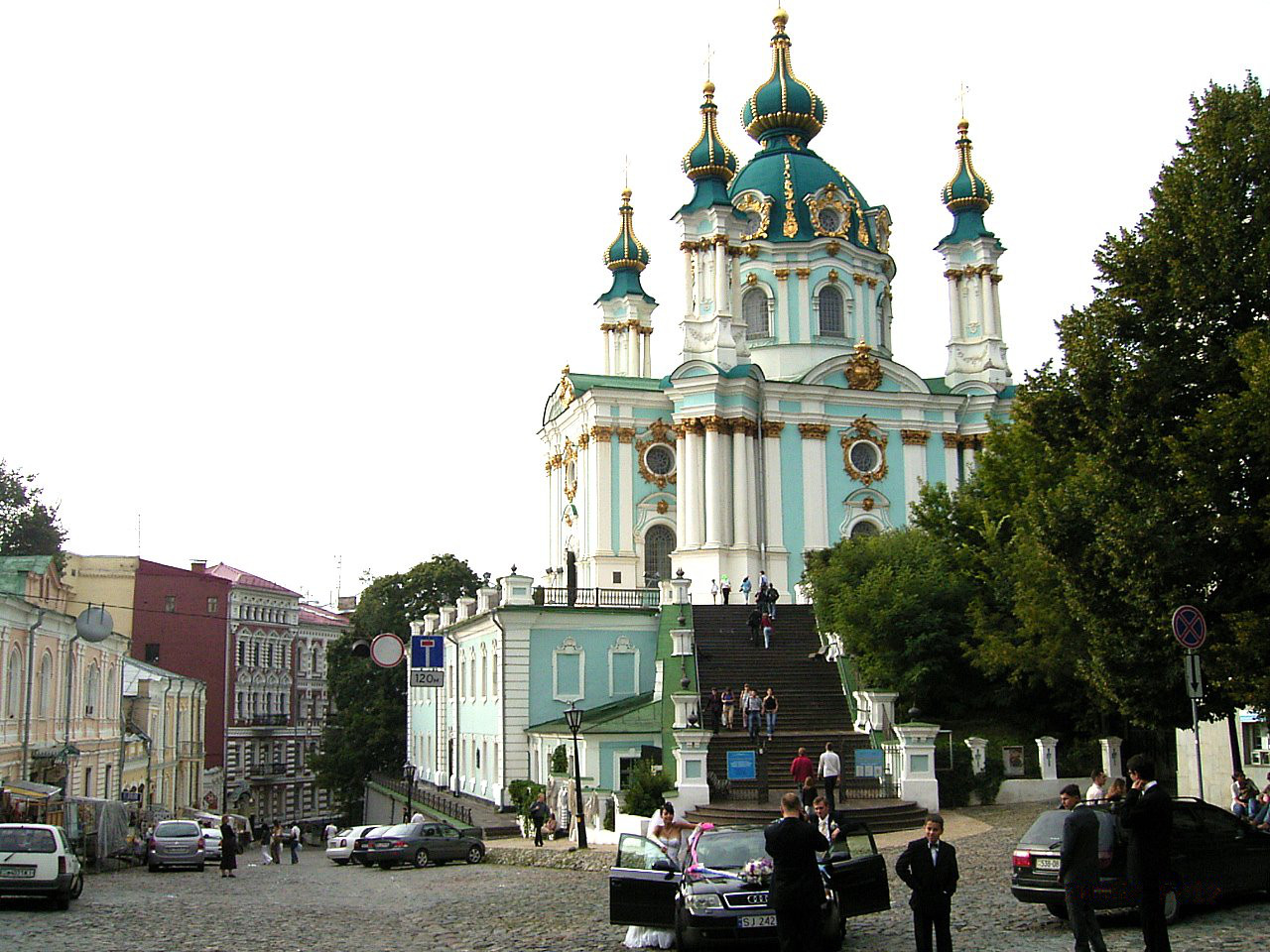
Església de Sant Andreu, una església rococó ortodoxa (!), construïda per Francesco Bartolomeo Rastrelli.
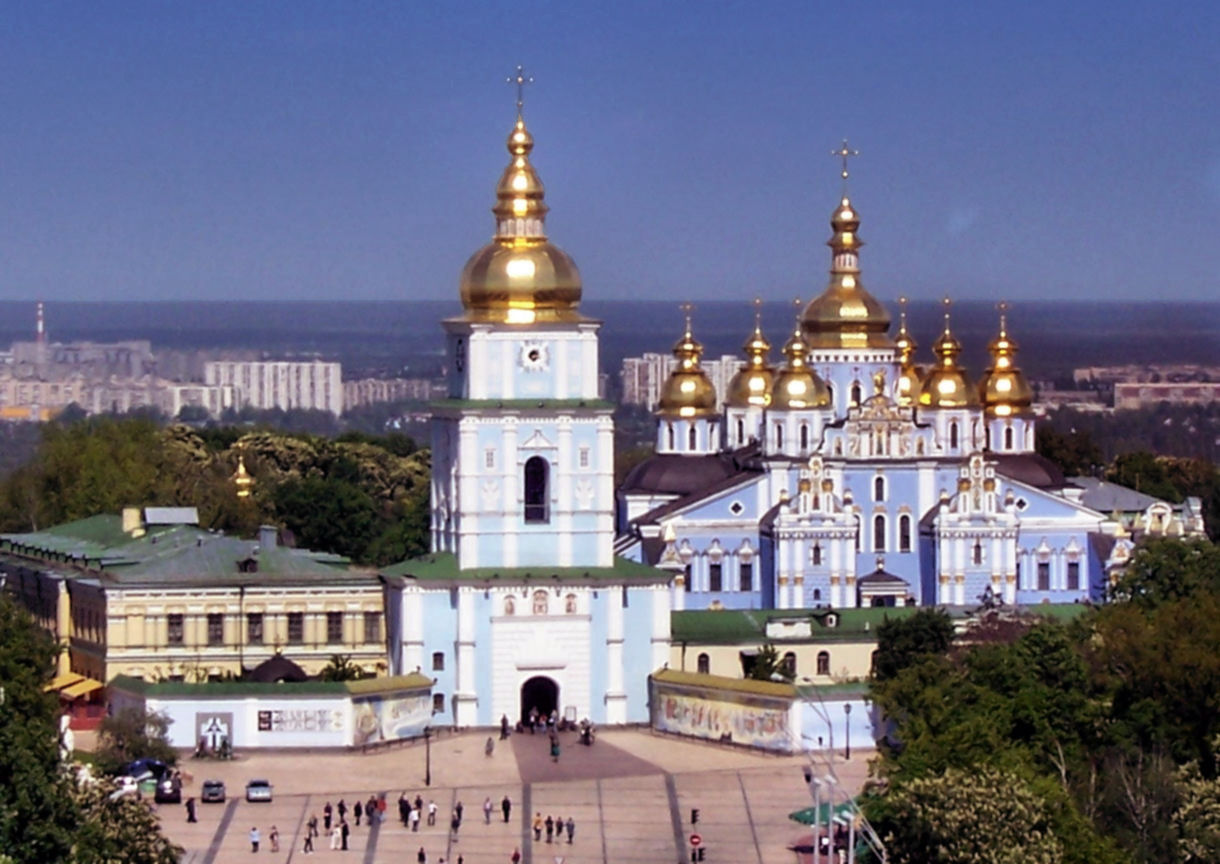
El complex de la Catedral de Sant Miquel.
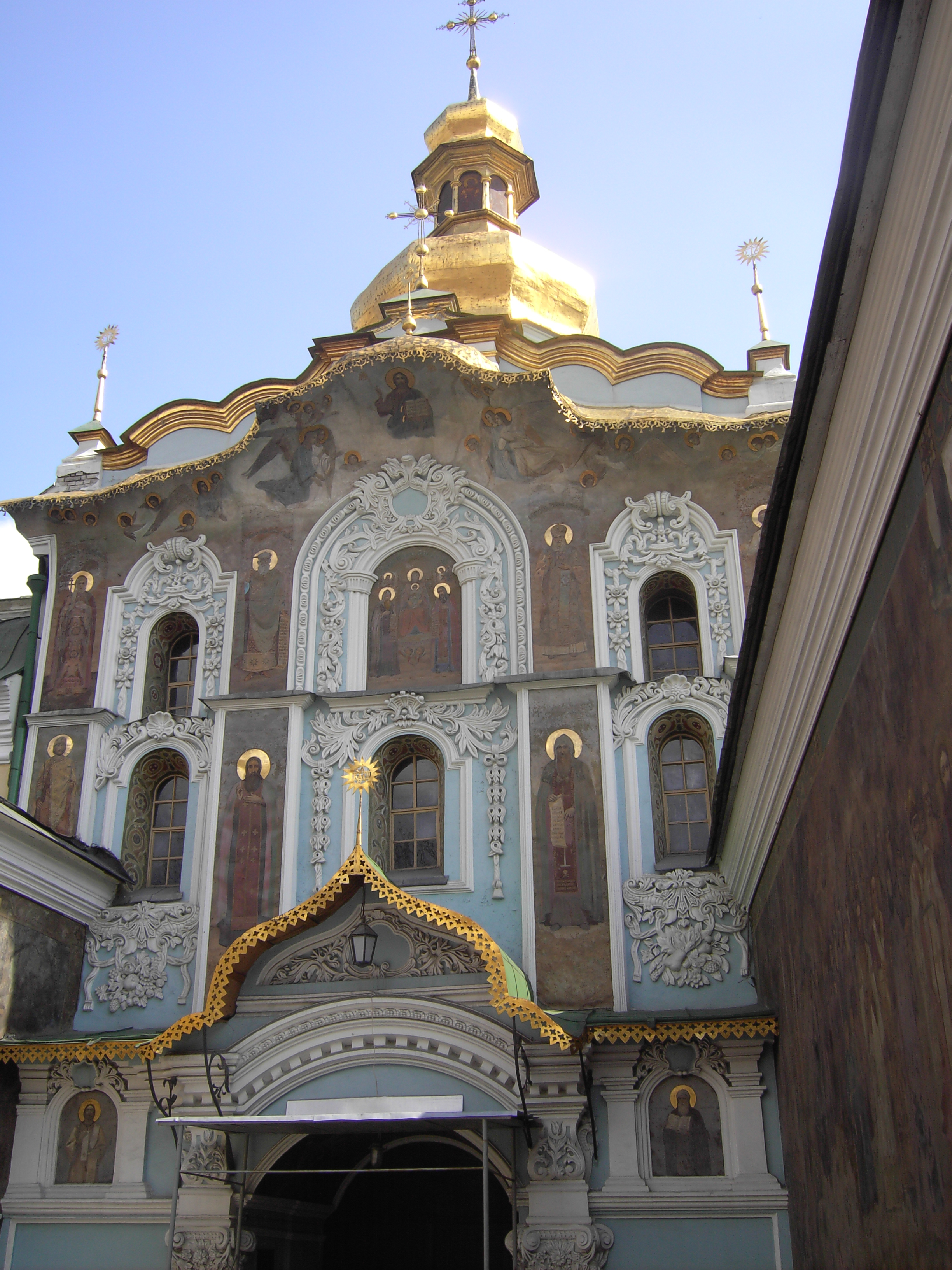
Façana d'entrada a la Kýievo-Petxerska Lavra
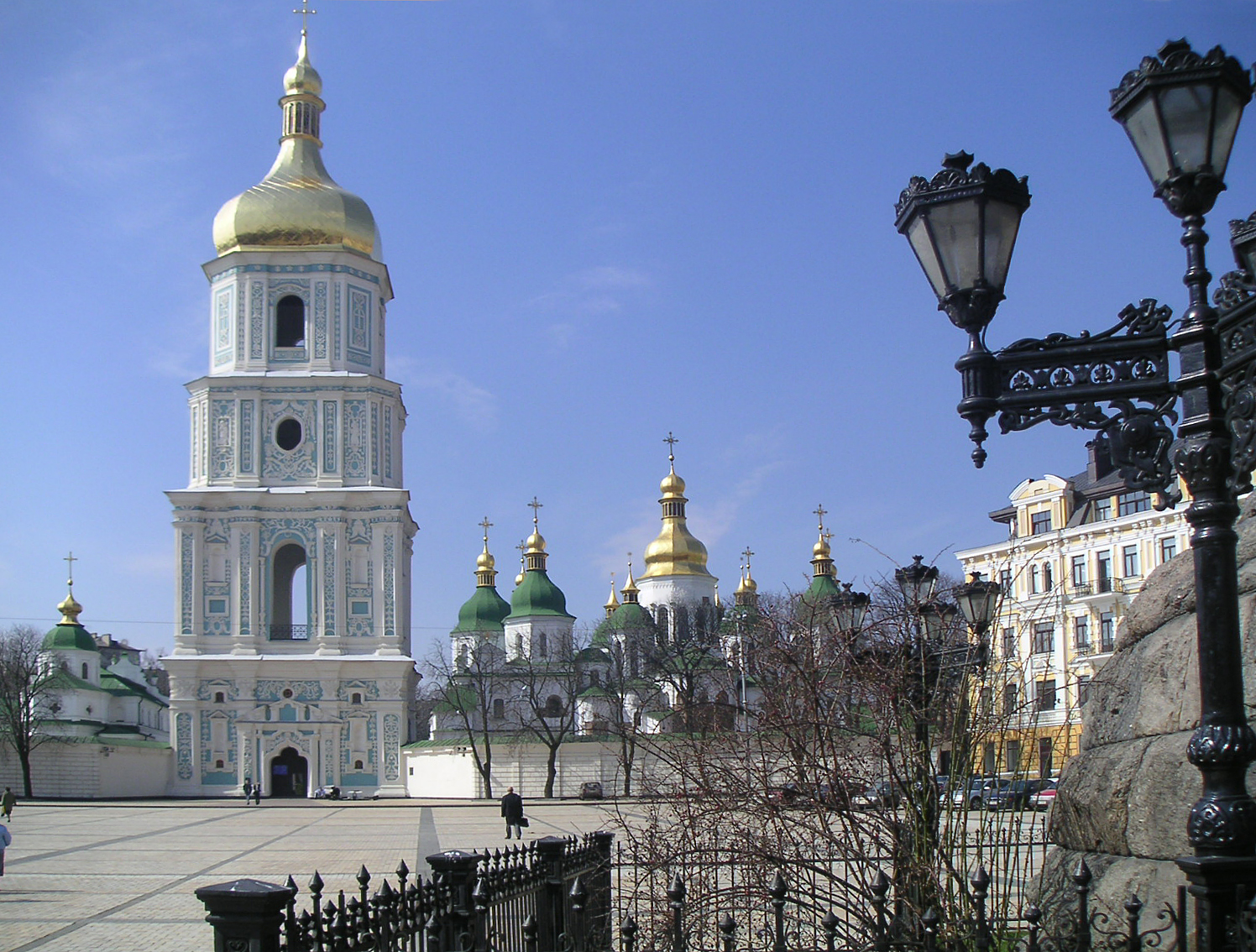
La torre-campanar i portal d'entrada al complex de la Catedral de Santa Sofia.
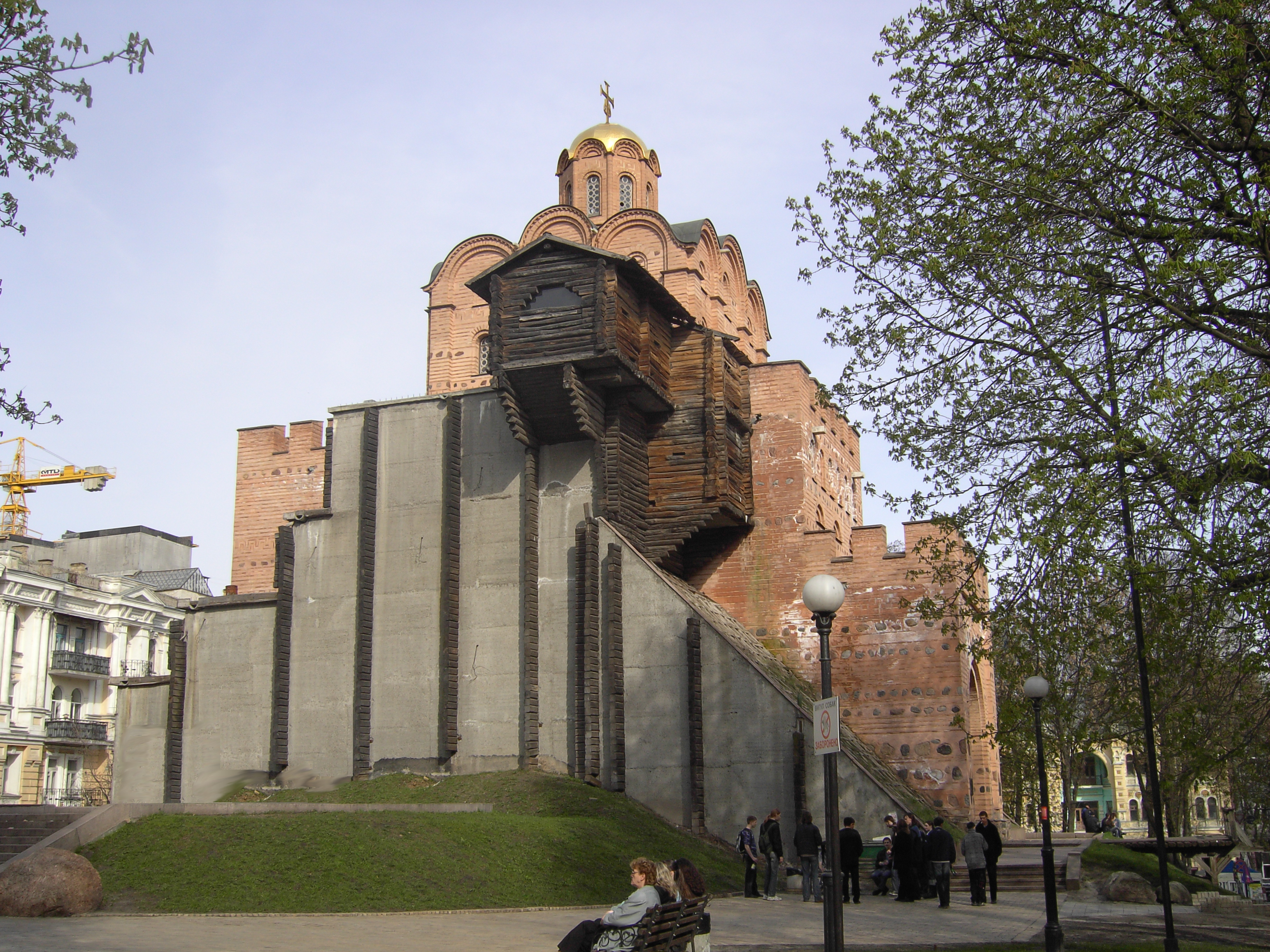
La Porta d'Or (Золоті Ворота, Zolotí Vorota), la porta principal a les muralles de l'antiga Kíiv. L'actual estructura és una barreja de restes arqueològiques i reconstrucció.
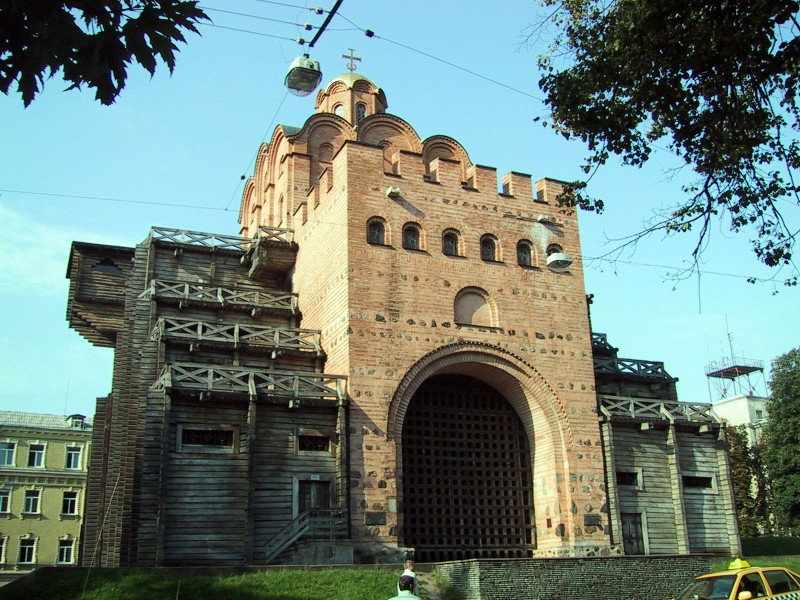
La Porta d'Or des de davant.
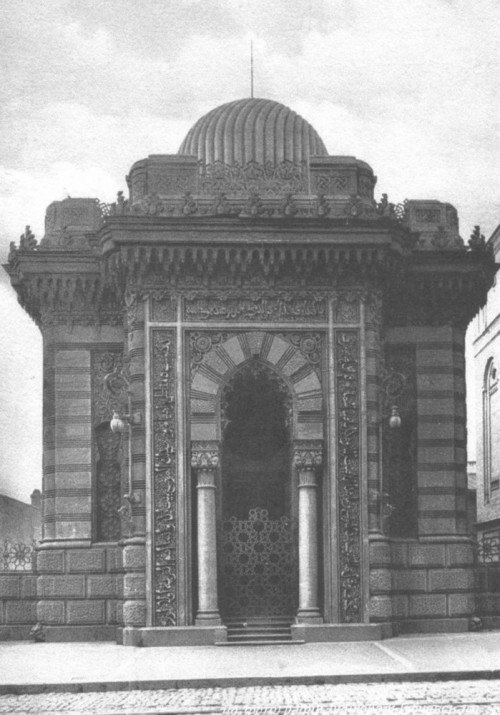
Kenassa o sinagoga caraïta dissenyada per Liéixek Horodetskyi i acabada el 1902. Foto del 1900.
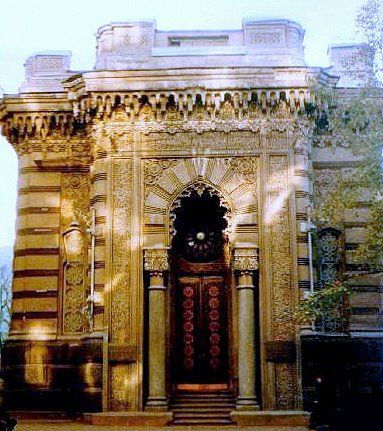
Kenassa de Kíiv avui, sense la cúpula, que va perdre durant la guerra.